# 999
Anul 999 (CMXCIX) a fost un an al calendarului iulian.

## Nașteri
- 11 noiembrie: Gisela de Suabia  (d. 1043)

## Decese
- Adelaida de Italia, 67 ani, cea de a doua soție a împăratului romano-german Otto I "cel Mare" (n. 931).